# Sci di fondo ai XXI Giochi olimpici invernali - Sprint a squadre femminile
Nello sci di fondo ai XXI Giochi olimpici invernali la gara sprint a squadre femminile sulla distanza di 1,5 km si disputò in tecnica libera il 22 febbraio, dalle ore 10:45 sul percorso che si snodava nel Whistler Olympic Park con un dislivello massimo di 25 m; presero parte alla competizione 18 squadre nazionali, ognuna composta da due atlete, che percorsero sei frazioni di 1,5 km ciascuna.
Detentrice del titolo era la nazionale svedese, vincitrice della competizione tenutasi a Torino 2006 a tecnica classica; le fondiste che formavano quella squadra, ovvero Lina Andersson e Anna Olsson, non furono però incluse nel duo che gareggiò a Vancouver, sostituite da Charlotte Kalla e Anna Haag.

## Risultati

### Semifinali
Dalle ore 10:45 si disputarono le due semifinali. Accedettero alla finale le prime tre classificate in ognuna delle semifinali, più le autrici dei quattro migliori tempi tra le squadre escluse.

### Finale
Disputata alle 13:00.
| Posizione | Nazione     | Atlete                                     | Tempo   | Distacco |
| --------- | ----------- | ------------------------------------------ | ------- | -------- |
| 1         | Germania    | Evi Sachenbacher-Stehle Claudia Nystad     | 18'03"7 |          |
| 2         | Svezia      | Charlotte Kalla Anna Haag                  | 18'04"3 | +0"6     |
| 3         | Russia      | Irina Chazova Natal'ja Korostelëva         | 18'07"7 | +4"0     |
| 4         | Italia      | Magda Genuin Arianna Follis                | 18'14"2 | +10"5    |
| 5         | Norvegia    | Astrid Uhrenholdt Jacobsen Celine Brun-Lie | 18'32"8 | +29"1    |
| 6         | Stati Uniti | Caitlin Compton Kikkan Randall             | 18'51"6 | +47"9    |
| 7         | Canada      | Daria Gaiazova Sara Renner                 | 18'51"8 | +48"1    |
| 8         | Finlandia   | Riitta-Liisa Roponen Riikka Sarasoja       | 18'56"6 | +52"9    |
| 9         | Francia     | Karine Laurent Philippot Laure Barthélémy  | 19"04"2 | +1'00"5  |